# 라빈키르호

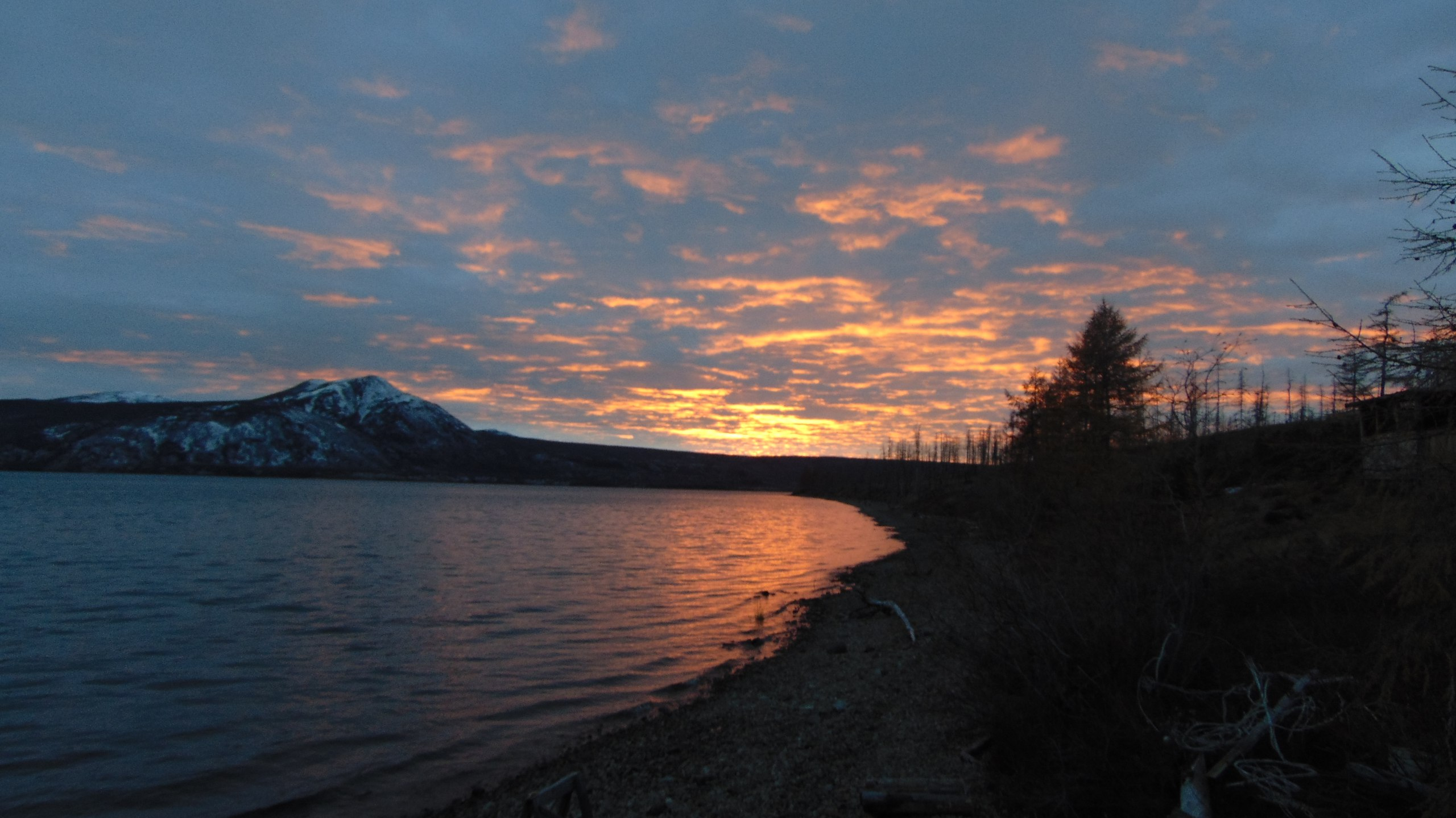

라빈키르 호(러시아어: Озеро Лабынкыр)는 사하 공화국의 오이먀콘스키 군에 위치한 호수이다. 호수의 표면적은 44.7 km2이며, 해발 1,020m에 위치한다. 평균 깊이는 약 52m이며, 일부 구간은 변칙적인 균열이 있어 깊이가 75~80m로 증가한다.
야쿠트인 사이에서 호수에 '라빈키르의 악마'라는 거대 미확인동물이 존재한다는 전설로 인해 유명해졌으나, 2013년 러시아 지리 학회와 러시아 다이빙 연맹에서 원정대를 꾸려 호수를 조사해본 결과 평균보다 약간 큰 돔발상어 만이 발견되었다.

## 같이 보기
- 미확인동물학